# Joseph Bornstein
Joseph Bornstein, auch Josef Bornstein (18. Oktober 1899 in Krakau, Österreich-Ungarn – 23. Juni 1952 in New York City) war ein gesellschaftskritischer Journalist der Zeit der Weimarer Republik, der in der Emigration für das United States Office of War Information tätig war.

## Leben
Joseph Bornstein wurde als Sohn eines russischen Bürgers im damals habsburgischen Krakau geboren. Nach dem Tod des Vaters 1905 zog die Familie nach Berlin, wo er auf dem Sophien-Gymnasium sein Abitur ablegte, um dann in Berlin und Wien zu studieren. Bornstein wurde mit dem Ende des Ersten Weltkrieges staatenlos und erhielt 1925 die deutsche Staatsbürgerschaft, die ihm allerdings 1933 mit Beginn der Zeit des Nationalsozialismus wieder entzogen wurde. Als gesellschaftskritischer Journalist arbeitete er unter anderem von 1923 bis 1931 für Das Tage-Buch und wurde 1927 mit dem Fortgang von Carl von Ossietzky zur Weltbühne gemeinsam mit Leopold Schwarzschild dessen Herausgeber. Auch nach 1931 blieb er dem Tagebuch eng verbunden und galt als herausragender Investigativjournalist seiner Zeit im Deutschen Reich. Zu den bekannteren Fällen, die er recherchierte und publizistisch aufarbeitete gehörten der Mord an Rosa Luxemburg und der tragische Justizirrtum im Falle Josef Jakubowski. Neben seinen zahlreichen Beiträgen zu Zeitungen und Zeitschriften erschienen auch Bücher von ihm. Mit der Machtübernahme der Nationalsozialisten emigrierte er 1933 über die Schweiz nach Paris, wo er mit Leopold Schwarzschild zunächst Das Neue Tagebuch ins Leben rief, für das er bis 1938 unter dem Pseudonym Erich Andermann schrieb. In dieser Zeit veröffentlichte er auch in anderen Organen der deutschen Exilpresse in Frankreich. Von Anfang 1939 bis Anfang 1940 war Bornstein Herausgeber der deutschsprachigen Pariser Tageszeitung.
Bei Beginn des Zweiten Weltkrieges meldete er sich als Kriegsfreiwilliger der Französischen Armee und wurde bis September 1940 in Nordafrika eingesetzt. Er erhielt dann vom amerikanischen Konsulat in Algier ein Notfall-Besuchervisum für die USA und kam so im März 1941 nach New York.
Im Januar 1942 trat er in die Dienste des späteren United States Office of War Information und wirkte bis zum Ende des Krieges leitend an der Produktion von Sendungen für die deutsche Abteilung der International Press and Radio Program Division of the Overseas Branch, aber auch von Beiträgen für die Voice of America mit.
Nach dem Zweiten Weltkrieg gründete er gemeinsam mit Liesl (Elisabeth) Frank, der Witwe des Dichters Bruno Frank, in New York eine Agentur, die deutschsprachiger Autoren und deren Urheberrechte auf dem amerikanischen Buchmarkt, aber auch im Filmgeschäft, vertrat. Die Nobelpreisträger Hermann Hesse und Alberto Moravia gehörten zu den Kunden dieser Agentur.
Bornstein war seit etwa 1944 mit der Vogue-Illustratorin Jacqueline Lindner verheiratet; sie schied wenige Monate nach dem Tod Bornsteins freiwillig aus dem Leben. Bornsteins Nachlass und Archiv werden vom Leo Baeck Institut in New York verwahrt und sind als Papers of Joseph Bornstein digital recherchierbar.

## Schriften
- Eine Kupplerin?. Berlin : Tagebuch-Verlag . [1927] (Digitalisat)
- Der Justizmord an Jakubowski. Berlin : Tagebuch-Verlag, [1928] (Digitalisat)
- Der Fall Jorns und das Reichsgericht. Berlin : Tagebuch-Verlag, [1930]
- Action against the enemy's mind,  Bobbs-Merrill, Indianapolis, New York 1942
- The Politics of Murder, Sloane, New York 1950